# Ranunculus turkestanicus
Ranunculus turkestanicus är en ranunkelväxtart som beskrevs av Adrien René Franchet. Ranunculus turkestanicus ingår i släktet ranunkler, och familjen ranunkelväxter. Inga underarter finns listade i Catalogue of Life.